# Орлин Дянков
Орлин Дянков е български поет. Той е първият носител на националната литературна награда на името на Петя Дубарова през 1984 г.

## Биография
Роден е на 6 март 1967 г. във Варна. Още като ученик прописва стихове и членува в училищен литературен клуб, ръководен от поета Валери Станков. Първите си публикации прави в списание „Родна реч“. През 1984 г. печели първото издание на литературния конкурс „Петя Дубарова“. Емил Братанов определя Дянков като „мъжкия двойник“ на поетесата.
Висшето си образование следва в Шуменския университет, където е член на студентския литературен клуб на името на Боян Пенев. Макар по това време да е водеща фигура сред поетите студенти, приживе Дянков не издава книга. През 1989 г. участва в конкурса „Веселин Ханчев“.
Умира на 9 август 1990 г. във Варна. През 1992 г. посмъртно е издадена стихосбирката му „Бунтувам се тъжен“ по инициатива на студентския клуб „Боян Пенев“. В периода 2001 – 2002 г. стиховете му са събрани в още три електронни книги – „Критична възраст“, „Зарисовка от бъдеще време“, „Кръговрат от спомени“.
Стихотворения на Орлин Дянков са превеждани на руски език от Елеонора Княжева.